# جيمس غاريسون
جيمس غاريسون (بالإنجليزية: James Garrison)‏ هو مهندس معماري أمريكي، ولد في 1953.